# Liste der Biografien/Qv
Liste der Biografien |
Portal Biografien |
Personensuche
# |
A |
B |
C |
D |
E |
F |
G |
H |
I |
J |
K |
L |
M |
N |
O |
P |
Q |
R |
S |
T |
U |
V |
W |
X |
Y |
Z |
?
 
Qa |
Qe |
Qi |
Qo |
Qr |
Qu |
Qv |
Qw |
Qy
Die Liste der Biografien führt alle Personen auf, die in der deutschsprachigen Wikipedia einen Artikel haben. Dieses ist eine Teilliste mit 14 Einträgen von Personen, deren Namen mit den Buchstaben „Qv“ beginnt.

## Qv

### Qva
- Qvale, Brian (* 1988), US-amerikanischer Basketballspieler
- Qvam, Fredrikke Marie (1843–1938), norwegische Frauenrechtlerin und liberale Politikerin
- Qvam, Louise (1866–1944), norwegische Ärztin und Frauenrechtlerin
- Qvanten, Aurora von (1816–1907), schwedische Schriftstellerin, Übersetzerin und Künstlerin
- Qvarnström, Carl Gustaf (1810–1867), schwedischer Bildhauer
- Qvarnström, Titti (* 1979), schwedische Spitzenköchin und Gastronomin

### Qve
- Qvenild, Morten (* 1978), norwegischer Jazz-Pianist

### Qvi
- Qvigstad, Just Knud (1853–1957), norwegischer Philologe und Politiker
- Qvist, Arthur (1896–1973), norwegischer Reiter und SS-Sturmbannführer
- Qvist, Bengt Andersson (1726–1799), schwedischer Mineraloge und Bergbauexperte
- Qvist, Bertil (1920–1991), finnischer Mathematiker und Astronom
- Qvist, Ole (* 1950), dänischer Fußballspieler
- Qvist, Trine (* 1966), dänische Curlerin
- Qvistgaard, Berthe (1910–1999), dänische Schauspielerin